# Ngựa Neapolitan
Ngựa Neapolitan, (tiếng Ý: (Cavallo) Napoletano, Neapolitano hoặc Napolitano), là một giống ngựa có nguồn gốc ở vùng đồng bằng giữa Naples và Caserta, ở vùng Campania của Ý, nhưng có thể đã được lai tạo khắp Vương quốc Naples. Ngựa Neapolitan thường xuyên được đề cập trong văn học từ thế kỷ 16 đến thế kỷ 19 và được ghi nhận về chất lượng của nó. Corte viết năm 1562: "Tại Ý những con ngựa của Vương quốc Napoli rất được coi trọng; [có] nhiều ngựa đi xa rất tốt... được sử dụng trong chiến tranh và trong manège và cho mọi dịch vụ mà người cưỡi có thể yêu cầu". Sự suy giảm của giống được ghi nhận vào đầu thế kỷ 20 bởi Mascheroni (1903) và Fogliata (1908). Một số nguồn thông tin cho biết rằng vào năm 1950, ngựa Neapolitan ban đầu được coi là tuyệt chủng, nhưng các nhánh hậu duệ của nó được kết hợp với các giống khác, đáng chú ý nhất là ngựa Lipizzan. Tuy nhiên, một giống được gọi là Napolitano tồn tại ở Ý ngày nay, và được công nhận bởi chính phủ Ý. Theo Gouraud, "một nhà lai tạo chuyên dụng... hy vọng sẽ có thể xây dựng lại giống này". La Repubblica báo cáo rằng nỗ lực dựa trên một con ngựa giống, Neapolitano "Il Vecchio", mà đóng vai trò một con ngựa tặng của Nguyên soái Tito cho một người nông dân Serbia, người mua con ngựa này và nhập khẩu vào Ý vào năm 1989.
Ngựa Napoletano như nó được biết đến ngày nay là một trong 15 giống ngựa bản địa "giống phân bố hạn chế" hiện đang được công nhận bởi AIA, hiệp hội các nhà lai tạo Ý, theo các điều khoản của nghị định D.M. 24347 ngày 5 tháng 11 năm 2003, tình trạng của nó đã được liệt kê trong năm 2007 như là nguy cấp của Tổ chức Nông lương Liên hợp quốc (FAO). Năm 2005, tổng số có 20 ngựa cái và 4 ngựa đực giống này đã được đăng ký.